# Nora és Joyce
A Nora és Joyce (eredeti címe: Nora) 2000-ben bemutatott ír életrajzi filmdráma, amelyet Pat Murphy rendezett. A forgatókönyvet James Joyce élete alapján Murphy és Gerard Stembridge készítette. A produkció főbb szerepeiben Ewan McGregor és Susan Lynch. 2000. április 6-án mutatták be a Dublini Filmfesztiválon, majd április 21-én az írországi mozikban. Magyarországon a televízióban jelent meg először 2006. október 2-án.

## Cselekmény
1904-ben a fiatal és sikertelen ír író, James Joyce élete megváltozik. A dublini Nassau Streeten sétálgat, amikor találkozik a vidám Nora Barnacle-lel. Nora nemrég érkezett Galwayből, és szobalányként keresi a kenyerét a Finn's Hotelben. Kettejük között azonnal szikrázik a levegő, James beleszeret Norába, de nem veheti még el feleségül. Leveleket írnak egymásnak, de mikor James barátai elolvassák az egyiket, meggyőzik, hogy a nő csak kimásolta a sorokat egy könyvből. Mikor James ezzel szembesíti Norát, a nő mélyen megsértődik.
James művei nem kapnak kedvező fogadtatást, ezért a férfi magával viszi Norát, és Triesztbe költöznek. Mentorának, Roberto Preziosónak köszönhetően kap egy állást a nyelviskolában, de kiderül, hogy a szállással probléma van. Nora estig vár a férfira, mire sikerül rendeznie a helyzetet. James novellákat ír, amelyek jó fogadtatásra találnak, Nora pedig várandós lesz, de távol érzi magát férjétől. A kisfiú hamarosan megszületik, akit Giorgiónak keresztelnek el.
James testvére, Stanislaus meglátogatja a családot, és Jamesnak alkoholproblémái vannak. Csak akkor tudná kiadni Dubliner című könyvét, ha visszautazna Írországba tárgyalni. Stanislaus próbálja kiemelni a bánatból, de James hamarosan kihozza a sodrából, ezért felpofozza és hazautazik. Mikor a Joyce családot kilakoltatják, James felmond, és kisfiával Dublinba utazik. Norát és kislányát Olaszországban hagyja. A pár levelezéssel tartja a kapcsolatot, Jamest pedig egyre jobban meggyőzik a barátai, hogy a párja megcsalja.
Norának sikerül hazahívnia Jamest Olaszországba, és modellkedni kezd egy festőnek. Preziosónak megtetszik a nő, és James közelebb próbálja hozni őket egymáshoz. A nő dühös lesz rá, és visszautasítja Preziosót, James vádait pedig tagadja, hogy bármi is lett volna közte és Prezioso között. Nora a gyerekekkel együtt visszamegy Írországba, és felveszi a kapcsolatot a kiadóval, ami nem adta ki James könyvét. 
Mikor James újra a családjával van, megpróbálja helyrehozni kapcsolatát Norával. Regényét nem adták ki, mert a nyomdászok összetörték a szedőformákat. A férfinak sikerül kibékülnie a nővel, és búcsút vesznek Írországtól, hogy Triesztbe menjenek.

## Szereplők
| Szerep           | Színész        | Magyar hangja   |
| ---------------- | -------------- | --------------- |
| Nora Barnacle    | Susan Lynch    | Tóth Ildikó     |
| James Joyce      | Ewan McGregor  | Kaszás Gergő    |
| Michael Bodkin   | Andrew Scott   | n.a             |
| Tommy bácsi      | Vinnie McCabe  | Izsóf Vilmos    |
| Annie Barnacle   | Veronica Duffy | n.a             |
| Stanislaus Joyce | Peter McDonald | Rajkai Zoltán   |
| Roberto Prezioso | Roberto Citran | Hirtling István |

## Fogadtatás

### Kritikai visszhang
A film általánosságban kedvező értékeléseket kapott. A Rotten Tomatoeson 64%-os minősítést ért el 11 értékelés alapján. Kevin Thomas a Los Angeles Timestól azt írta: „Gyönyörű korabeli darab, Joyce és Barnacle gazdag, erőteljes alakításával.” Geoff Pevere a Toronto Startól azt írta: „Lynchnek sikerül Nora temperamentumos viharosságát nemcsak hitelessé és csodálatra méltóvá, hanem mélyen csábítóvá tennie.” David Hunter a Hollywood Reportertől azt írta: „Egy suta történet szexről, szerelemről, megszállottságról, féltékenységről, kegyetlenségről és elhagyatottságról, amely képes távol tartani az embert.”
A MetaCriticen 70 pontot ért el a 100-ból 4 vélemény alapján. Bill Gallo a New York Daily Newstól azt írta: „A mindenféle traumát túlélő szerelemről szóló, szépen játszott tanulmányt a Joyce-rajongóknak, a feminista történészeknek és a Smaragd-sziget csodálóinak egyaránt érdemes megnézniük.” Kevin Maynard a Mr Showbiztől azt írta: „A Pollock hasonlóan a Nora és Joyce is meggyőző portréja a kreatív zsenialitás és az őrült, mindent elsöprő szerelem kereszteződésének.”

### Bevételi adatok
A film nagyon rövid vetítést kapott. A Box Office Mojo szerint 15 ezer dolláros bevételt szerzett, a költségvetésről nincs elérhető adat.

## Fontosabb díjak és jelölések
| Esemény                                 | Díj                  | Kategória                                | Eredmény |
| --------------------------------------- | -------------------- | ---------------------------------------- | -------- |
| Karlovy Vary-i Nemzetközi Filmfesztivál | Kristály Glóbusz díj | Kristály Glóbusz díj                     | Jelölve  |
| Ír Film- és Televíziós Akadémia         | IFTA-díj             | Legjobb film                             | Jelölve  |
| Ír Film- és Televíziós Akadémia         | IFTA-díj             | Legjobb férfi főszereplő – Ewan McGregor | Jelölve  |
| Ír Film- és Televíziós Akadémia         | IFTA-díj             | Legjobb női főszereplő – Susan Lynch     | Elnyerte |
| Ír Film- és Televíziós Akadémia         | IFTA-díj             | Legjobb forgatókönyv                     | Jelölve  |
| Ír Film- és Televíziós Akadémia         | IFTA-díj             | Legjobb operatőr                         | Jelölve  |
| Ír Film- és Televíziós Akadémia         | IFTA-díj             | Legjobb jelmeztervezés                   | Jelölve  |